# Mi Pegasi
Mi Pegasi (μ Peg, Sadalbari) – gwiazda w gwiazdozbiorze Pegaza, odległa od Słońca o ok. 106 lat świetlnych.

## Nazwa
Gwiazda ta wraz z sąsiednią Lambda Pegasi (bliskość jest tylko pozorna) tradycyjnie nosiła nazwę Sadalbari, która wywodzi się od arabskiego ‏سعد بارع‎ saʿd bāriʿ, co oznacza „szczęśliwa gwiazda Doskonałego”. Nie wiadomo, do czego się ona odnosi. Międzynarodowa Unia Astronomiczna w 2016 roku formalnie zatwierdziła użycie nazwy Sadalbari wyłącznie dla określenia Mi Pegasi.

## Charakterystyka
Sadalbari to żółty olbrzym należący do typu widmowego G8. Temperatura jego powierzchni to 4995 K, nieco mniej niż temperatura fotosfery Słońca. Metaliczność tej gwiazdy jest bliska słonecznej. Jego promień zmierzony z użyciem interferometrii jest równy 8,75 promienia Słońca, a masa zależnie od stadium ewolucji to od 2 do 2,5 masy Słońca. Obecnie prowadzi on syntezę helu w jądrze i prawdopodobnie niższa wartość masy jest właściwa. Gwiazda zakończy życie jako biały karzeł o masie 0,63 M☉.